# フィン・ホワイトヘッド
フィン・ホワイトヘッド（Fionn Whitehead [fɪn], 1997年7月19日 - ）は、イギリスの俳優。ITVミニシリーズの HIM (2016)でデビュー。その後、クリストファー・ノーラン監督の戦争映画『ダンケルク』に出演。「フィオン・ホワイトヘッド」とも表記される。
名前の読みは「フィン（Finn）」で、ケルト神話のフィン・マックールに由来する。

## 経歴とキャリア
ロンドン・リッチモンド生まれ。父はジャズ・ミュージシャンで、芸術的かつ独創的な家庭において幼い頃はブレイクダンスでのキャリアを夢見た。13歳の時、リッチモンドのOrange Tree Youth Theatreに参加し、National Youth Theatre の夏コースなどで演技を学んだ。17歳で応募した演技学校からは全て断られ、再受験のためアルバイトをしつつオーディションに通う日々を送る。
ITVのドラマシリーズ HIM (2016)では超能力に目覚める青年を演じ、その撮影中に『ダンケルク』のオーディションに参加。主演の一人として選ばれる。2017年春にはGlenn Waldronの三人芝居Nativesに出演。2017年7月31日にはオールド・ヴィック・シアターにて一人芝居Queersに参加する。
2017年にはエマ・トンプソン、スタンリー・トゥッチとの共演作『チルドレン・アクト』が公開された。Sebastian Schipper監督によるCaravanの撮影も開始予定。

## フィルモグラフィー

### 映画
| 公開年 | タイトル                                                      | 役名                 | 備考                                       |
| ------ | ------------------------------------------------------------- | -------------------- | ------------------------------------------ |
| 2017   | ダンケルク Dunkirk                                            | トミー               |                                            |
| 2017   | チルドレン・アクト The Children Act                           | アダム・ヘンリー     |                                            |
| 2018   | ブラック・ミラー: バンダースナッチ Black Mirror: Bandersnatch | ステファン・バトラー | 『ブラック・ミラー』のインタラクティブ映画 |
| 2019   | Roads                                                         | Gyllen               |                                            |
| 2019   | Port Authority                                                | Paul                 |                                            |
| 2020   | ゴヤの名画と優しい泥棒 The Duke                               | ジャッキー・バントン |                                            |
| 2020   | Don't Tell a Soul                                             | Matt                 |                                            |
| 2021   | ヴォイジャー Voyagers                                         | ザック               |                                            |
| TBA    | Emily                                                         | Branwell Brontë      | ポストプロダクション                       |

### テレビドラマ
| 放映年 | タイトル                        | 役名    | 備考                   |
| ------ | ------------------------------- | ------- | ---------------------- |
| 2016   | Him                             | Him     | ミニシリーズ 計3話出演 |
| 2017   | Queers                          | Andrew  | ミニシリーズ 計1話出演 |
| 2020   | Inside No. 9                    | Gabriel | 計1話出演              |
| 2023   | 大いなる遺産 Great Expectations | Pip     | 全6話ミニシリーズ主演  |

### 舞台
| 上演年 | タイトル | 役名 | 備考 |
| ------ | -------- | ---- | ---- |
| 2017   | Natives  | B    |      |